# Aeroportul Ejin Banner Taolai
Aeroportul Ejin Banner Taolai (IATA: EJN, ICAO: ZBEN) este un aeroport din Mongolia Interioară, Republica Populară Chineză ce deservește zona Ejin Banner⁠(d). Aeroportul a fost tranzitat în 2022 de 2.110 pasageri. A fost deschis în 17 decembrie 2013 și numit după zona deservită.
Situat la o altitudine de 935 m, aeroportul dispune de o singură pistă.